# Annemarie Brüning
Annemarie Brüning (Wageningen, 26 juli 1986) is een Nederlands presentatrice.

## Levensloop
Brüning begon haar presentatiecarrière tijdens haar baan bij ContentXperience, waar ze het project ICT in Beeld verzorgde. Hierna kwam zij terecht bij de VerkeersInformatieDienst, waar ze naast filelezer ook verkeersjournaals presenteerde. Hierna presenteerde ze het weer in het programma Vandaag de dag van omroep WNL.
Sinds 2017 is ze een van de presentatoren van Hart van Nederland bij SBS6. Daarnaast is Brüning invaller voor Shownieuws en als nieuwslezeres voor Radio Veronica. Ook is ze freelance presentatrice en ambtenaar van de burgerlijke stand.
Brüning is sinds 7 juli 2024 getrouwd, waarna ze de achternaam Maeyer van haar man ging dragen.
In 2024 deed Brüning mee aan het televisieprogramma De Alleskunner VIPS Kerstspecial waarin ze als eerste afviel en daarmee op de veertiende plaats eindigde. In 2025 deed ze mee aan het televisieprogramma De kwis met ballen VIPS. In datzelfde jaar deed Brüning samen met Maarten Steendam mee aan het televisieprogramma Code van Coppens: De wraak van de Belgen.